# Agà
Agà (del turc ağa, escrit en caràcters aràbics آغا, āḡā, أغا, aḡā o آغة, āḡa, i en persa آقا, aqa; en noms propis sovint es transcriu Agha) és un qualificatiu utilitzat pels turcs. El seu significat literal és ‘germà gran’ (turc: ağabey), encara que en algunes llengües turqueses vol dir ‘pare’, ‘avi’, ‘oncle’ i fins i tot ‘germana gran’ (en txuvaix); en turc otomà agà també significa ‘cap’ o ‘mestre’.
Fou empleat com a títol honorífic pels prínceps mongols.
Els otomans el donaven com a títol a personatges que estaven al servei de l'estat, més o menys importants, en general militars. El 1826, després de la supressió dels geníssers, els oficials que no sabien lletra del cos substitutori, els Asakir-i Mensure, s'anomenaven agà si tenien fins al rang de kaim-makam, mentre que els que sabien lletra s'anomenaven efendi. Això va durar fins al final de l'Imperi Otomà.
A Pèrsia, es deia agà als eunucs i el va portar el primer membre de la dinastia qajar: Agha Muhammad Khan Qajar.